# Gangsters: Organized Crime
Gangsters: Organized Crime – komputerowa gra strategiczna, wyprodukowana przez brytyjskie studio Hothouse Creations i wydana przez Eidos Interactive 30 listopada 1998. W 2012 gra została wydana na platformie GOG.com. Jej sequelem jest Gangsters 2, który miał premierę w 2001.
Do listopada 1999 sprzedano 500 tysięcy egzemplarzy gry.